# Rafael Ginard

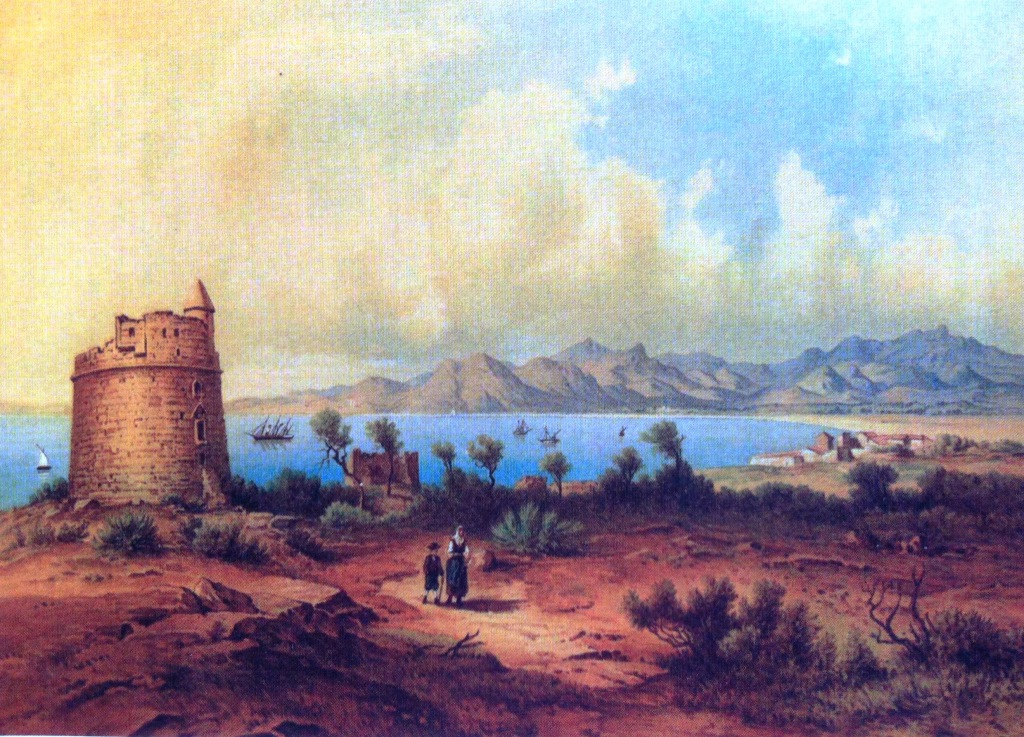
Alcúdiabukten på 1800-talsmålning.

Rafael Ginard i Sabater, alias Romà, var en skeppare från Port d'Alcúdia på Mallorca. Den 24 november 1847 deltog han i räddningen av Flora från Sölvesborg, en skonert som förliste nära Barcelona och som fördes av strömmen till Alcúdiabukten. Rafael Ginard räddade Floras besättning. Som tack för denna insats tilldelades han Illis Quorum av den svenske kungen Oscar I.